# Gaizka Mendieta
Gaizka Mendieta Zabala (født 27. marts 1974 i Bilbao, Spanien) er en tidligere spansk fodboldspiller, som hovedsageligt spillede i Valencia CF. Han spillede derefter kortvarigt i S.S. Lazio og FC Barcelona, inden han afsluttede sin karriere i engelske Middlesbrough F.C.. Han var midtbanespiller, og spillede desuden 40 kampe på det spanske landshold. Han var med til både EM i 2000 og VM i 2002.